# Apodemus sylvaticus
Mulot sylvestre, Souris de terre, Rat sauteur
Pour les articles homonymes, voir Souris sylvestre, Souris de terre et Souris des bois.
Espèce
Statut de conservation UICN

 LC  : Préoccupation mineure
Apodemus sylvaticus, est une espèce de rongeurs de la famille des Muridae. Il a de nombreux noms vernaculaires en français : Mulot sylvestre, Souris de terre, Souris des bois, Rat-mulot, Rat sauteur, Rat sauteur d'Islande, Mulot ordinaire, Mulot gris  ou encore Souris sylvestre comme son homologue américain. Ce mulot est un peu plus grand que la souris domestique (Mus musculus).

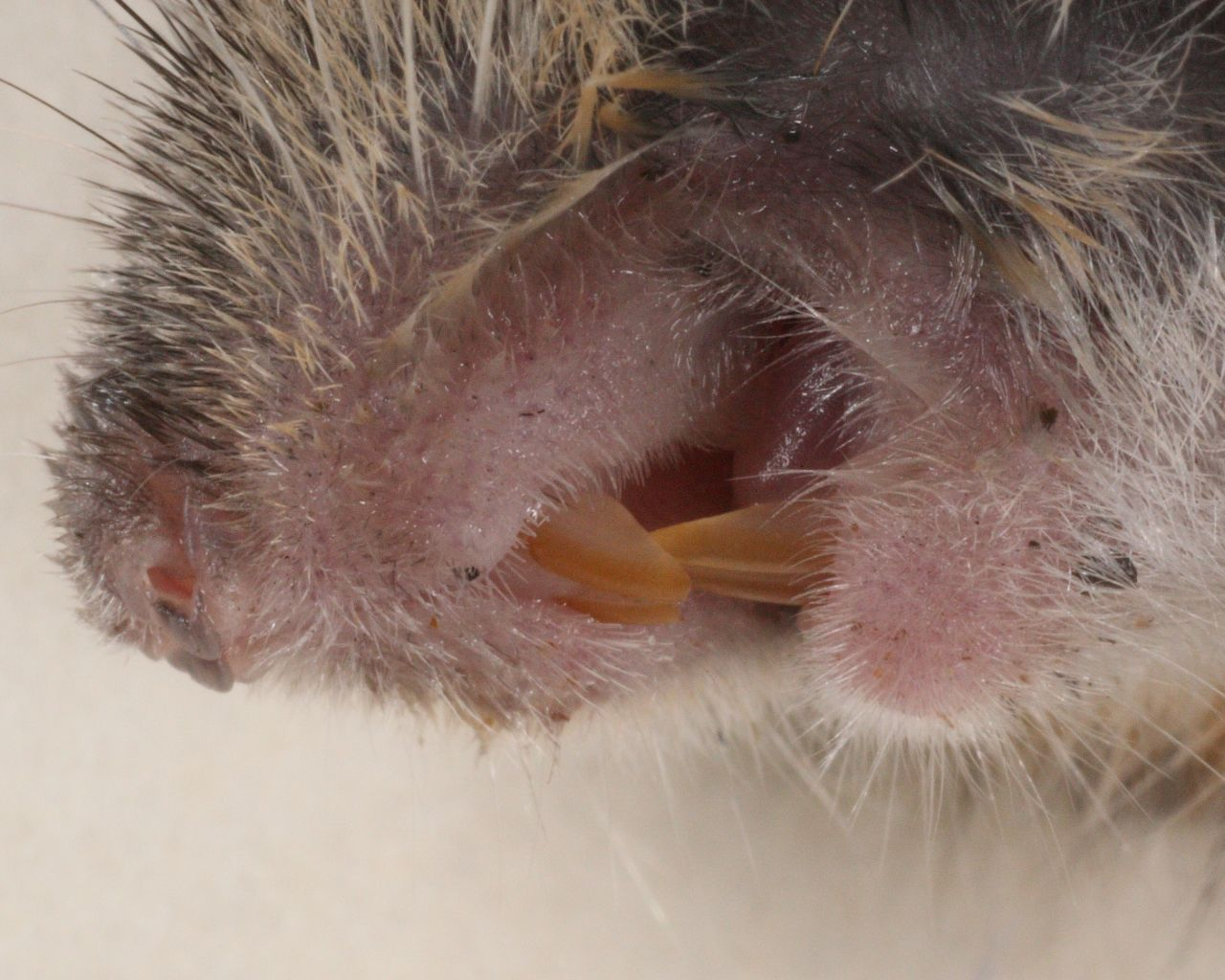
Les deux paires d'incisives

## Description

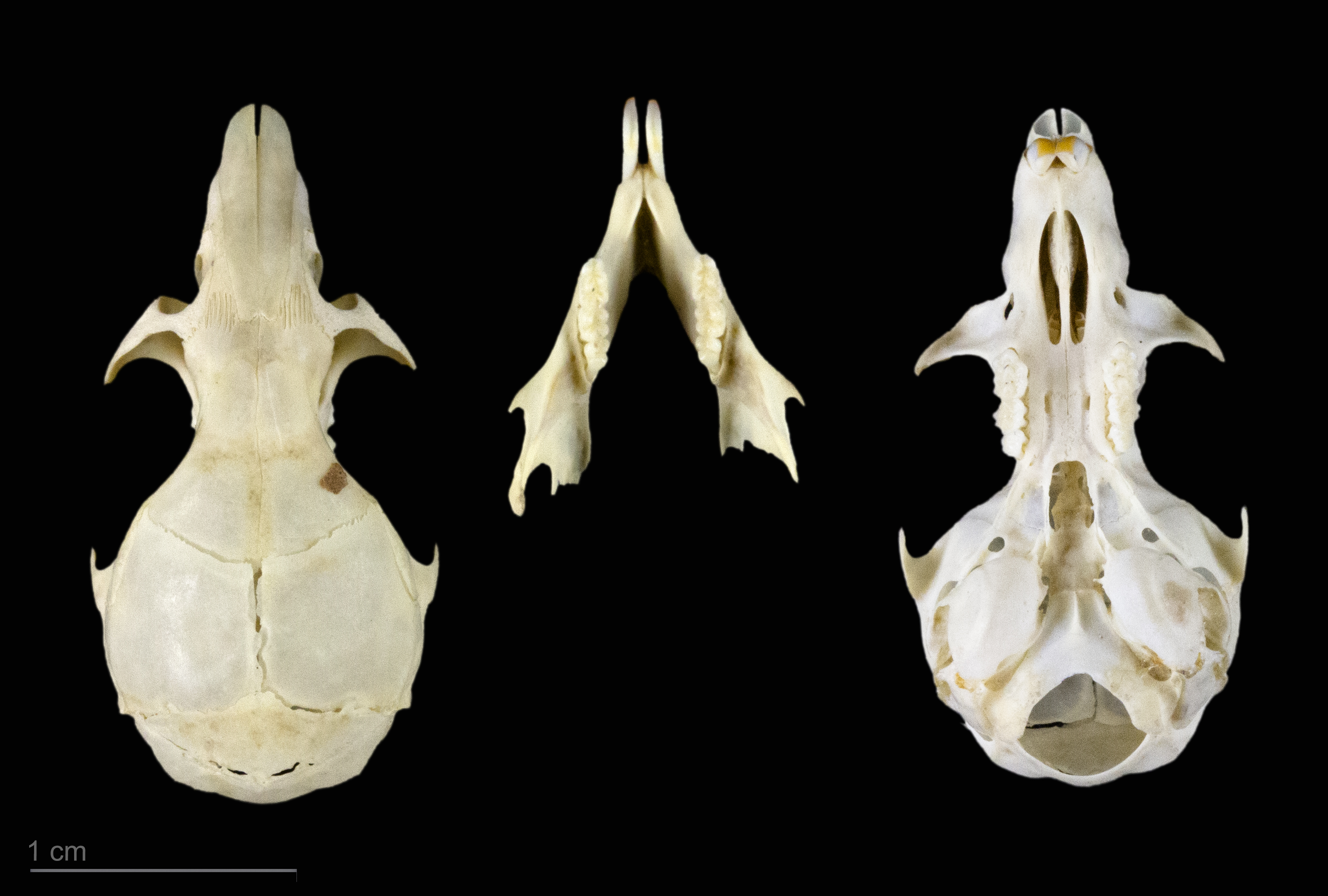
Apodemus sylvaticus - Muséum de Toulouse

L'espèce se caractérise par un corps allongé et une longue queue. Le pelage brun grisâtre sur le dos peut tirer vers le jaunâtre. Une petite tache ocre entre les pattes antérieures tranche sur le reste du ventre blanc grisâtre. Le corps mesure entre 7 et 15 cm auquel il faut ajouter une queue de près de 10 cm. Le poids varie de 18 à 35 g.
De même que chez certains rongeurs, la peau de la queue a la propriété de se rompre facilement pour permettre à l'animal de s'enfuir s'il est saisi par un prédateur. C'est ce qu'on appelle l'autotomie. La queue est d'ailleurs plus courte chez plus de 50 % des spécimens de cette espèce dans la nature.

## Biologie
Cette espèce fréquente les lisières et les bois de feuillus, les haies et aussi les parcs et les jardins. Il est aussi visible dans les habitations (grenier, garage etc.). Le mulot sylvestre est plutôt solitaire et nocturne ou crépusculaire. Il est actif toute l'année et creuse des galeries parfois profondes. Ce sont d'habiles grimpeurs qui se déplacent aussi par bonds. On l'appelle aussi souris sauteuse. 

## Alimentation
Les mulots sylvestres consomment principalement des graines, en particulier des graines d'arbres comme le chêne, le hêtre, le frêne, le tilleul, l'aubépine et le sycomore. Si les graines sont abondantes sur le sol, ils les ramènent à leurs nids / terriers pour les stocker. Ils peuvent manger de petits invertébrés tels que des escargots et des insectes, en particulier à la fin du printemps et au début de l'été, lorsque les graines sont les moins disponibles. Plus tard dans la saison, ils mangent des baies, des fruits, des champignons et des racines. En hiver, ils peuvent s'attaquer aux chauves-souris hibernantes.

## Reproduction
Les femelles ont deux à trois portées allant jusqu'à neuf petits. Elles les allaitent toutes les cinq minutes du premier au 3 ou 4e jour. La gestation est de 22 jours et les jeunes sont autonomes au bout de trois semaines. Ils atteignent leur maturité sexuelle à huit semaines. La longévité varie de deux à quatre ans.

## Aire de répartition
Le mulot sylvestre est une espèce euroasiatique (absente du nord de la Scandinavie) et d'Afrique du Nord.
Des restes de ce petit rongeur ont été trouvés sur le site archéologique de Terra Amata près de Nice (Alpes-Maritimes).

## Sous-espèce éventuelle
Sur l'archipel écossais de Saint-Kilda a été identifiée une population endémique de ce site qui pourrait être, d'après certains auteurs, une sous-espèce nommée Mulot de Saint-Kilda (Apodemus sylvaticus hirtensis).

## Espèce voisine
Apodemus flavicollis le mulot à collier se reconnaît à sa plus grande taille, au ventre blanc et à la tache ocre en forme de collier. Son aire de répartition est plus limitée. Elle comprend l'Europe centrale et septentrionale jusqu'à l'Oural et au Caucase.

## Fonctions écologiques
On les accuse parfois d'être en partie responsable ou coresponsables de la transmission de certaines maladies transmises via les racines (Fomes-armillaires), de manger des plantules, propagules ou graines d'arbres ou d'autres plantes, mais - comme les écureuils - ce sont aussi des animaux fouisseurs qui jouent un rôle important en matière de mycorhization du système racinaire des arbres forestiers, et donc en matière de productivité forestière et de résilience écologique ou d'extension des forêts (Reboisement).
Comme les écureuils (dont presque toutes les espèces se sont avérées être de grand fongivores à certaines époques de l'année), qui enterrent leurs provisions de graines, les mulots forestiers mangent des champignons et contribuent à diffuser leurs spores qui se retrouvent en grande partie intactes dans leurs excréments. On a montré que dans une forêt de conifères de l'Oregon, près de 30 espèces de petits mammifères présents à raison de jusqu'à 40 individus par hectare, consommaient des champignons ectomycorhiziens souterrains tout ou partie de l'année. Une partie de ces champignons (truffes, elaphomyces, Hysterangiales) ne pourraient pas diffuser leurs spores sans ces espèces. Des études faites en France ont montré que la plupart des micromammifères forestiers ou semi-forestiers étaient consommateurs réguliers ou occasionnels de champignons. Pour toutes les espèces étudiées (dont le sanglier) des spores de carpophores souterrains ont été trouvées dans plus de 40 % des excréments examinés. Le sanglier joue aussi ce rôle. On trouve même plus de spores de champignons souterrains qu'aériens, ce qui peut s'expliquer par leur appétence pour ces champignons, mais aussi par le fait que la quasi-totalité des carpophores souterrains est composée de spores, ce qui n'est pas le cas de la plupart des champignons qui fructifient à la surface du sol. De plus, en laboratoire, le transit intestinal semble avoir un effet positif sur la maturation du champignon (une hypothèse est que les levures présentes dans les excréments et le tube digestif jouent un rôle de stimulation de la maturation des spores ingérés, de même que certaines bactéries fixatrices de l'azote, qui sont des compagnes habituelles des champignons symbiotiques et ectomycorhiziens notamment. D'autres bactéries de l'intestin (les actinomycètes) jouent aussi un rôle considérable dans la formation de l'humus. Jusqu'à 200 millions de spores par gramme de matière fécale ont été comptés chez certains écureuils d'Amérique du Nord.